# Opération sous couverture

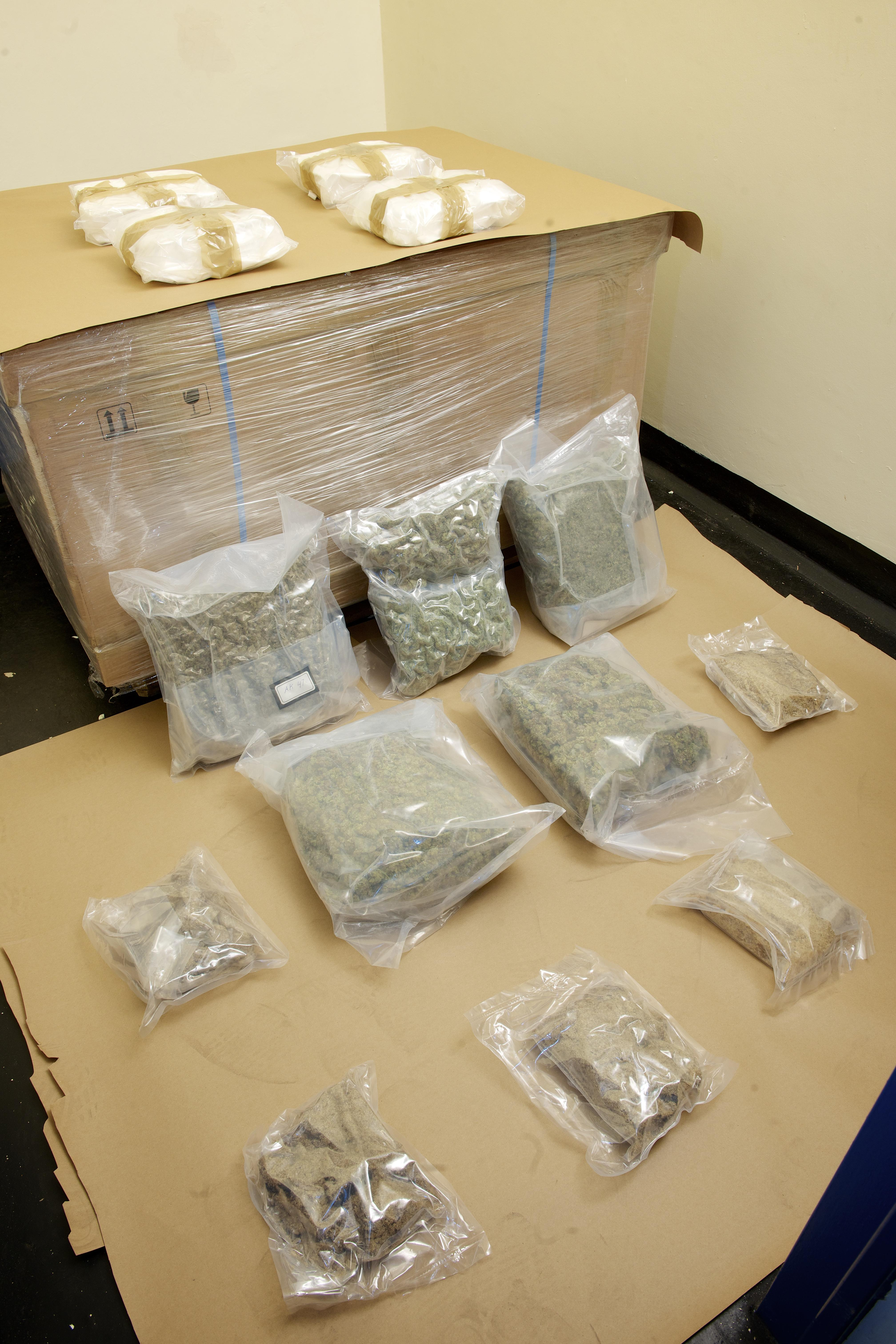
Des drogues d'une valeur de 30 millions de livres sterling saisies par la police britannique à la suite d'une opération sous couverture, en 2013.

Dans le domaine de la police, une opération sous couverture est une mise en scène conçue pour arrêter une personne qui commet un délit ou un crime. Ce type d'opération, qui se rapproche d'une tactique du renseignement, consiste en général à charger un policier de jouer le rôle d'un associé ou d'une victime auprès d'un suspect pour obtenir des preuves. Les journalistes des médias de masse montent parfois des opérations sous couverture pour enregistrer des vidéos et faire connaître des activités criminelles.

## Variations nationales
Les opérations sous couverture sont monnaie courante dans de nombreux pays, comme aux États-Unis mais interdites dans certains États, comme en Suède. Certains types d'opérations sous couverture sont interdites : par exemple, aux Philippines, les policiers n'ont pas le droit de se présenter comme des vendeurs de drogue pour arrêter des acheteurs de substances illicites.

## Exemples
Selon le  Dictionnaire du renseignement, « l’agent sous couverture est celui qui dissimule ses véritables desseins sous le paravent d’une activité ou d’une identité propre à lui faciliter la tâche, qu’il s’agisse de pénétrer le milieu où vont se déployer ses recherches ou de mener à bien une opération ».
- Proposer des billets gratuits d'évènements sportifs ou de trajet en avion pour piéger des fugitifs[6] ;
- Laisser une voiture leurre pour arrêter un voleur de voitures ;
- Simuler un honeypot, c'est-à-dire un ordinateur apparemment vulnérable, afin d'attirer des hackers et d'obtenir des renseignements sur eux ;
- Envoyer une personne qui n'a pas atteint l'âge légal demander à un adulte d'acheter pour son compte de l'alcool ou du tabac[7] ;
- Transmettre des explosifs (réels ou factices) à un terroriste potentiel ;
- Se présenter sous l'identité de :
  - une personne cherchant des stupéfiants, des produits de contrebande ou des contenus pédopornographiques afin d'arrêter un vendeur (ou se présenter comme un vendeur pour appréhender un consommateur) ;
  - un enfant dans un salon de discussion afin d'identifier un éventuel prédateur sexuel ;
  - un tueur à gages pour identifier des clients intéressés, ou comme un client pour identifier un tueur à gages ;
  - un consommateur potentiel de prostitution illégale, ou comme une personne prostituée pour découvrir un consommateur ;
  - un spectateur de combats de chiens illégaux ;
  - l'équipe de tournage d'un film documentaire pour attirer un pirate dans un pays où le crime a été perpétré[6].